# Kill Hannah
Kill Hannah var ett amerikanskt alternativ rock/electro-band som bildades 1994 i Chicago, Illinois.

## Bandmedlemmar

### Senaste medlemmar
- Mat Devine – sång, gitarr, piano, synthesizer
- Dan Wiese – gitarr, pedalklaviatur
- Greg Corner – basgitarr, bakgrundssång
- Elias Mallin – trummor
- Jonathan Radtke – sologitarr, bakgrundssång

### Tidigare medlemmar
- Garrett Hammond – trummor, slagverk
- James Connelly – trummor
- Allen Morgenstern – basgitarr
- Daniel Weinberg – trummor
- Michael Maddox – gitarr
- Isaac Bender – gitarr, keyboard
- Kerry Finerty – sologitarr, bakgrundssång
- Joe Babiak – trummor (på turnéer)

## Diskografi

### Studioalbum
- The Beauty in Sinking Ships (1996)
- Here are the Young Moderns (1996)
- American Jet Set (1999)
- For Never and Ever (2003)
- Until There's Nothing Left of Us (2006)
- Hope For the Hopeless (2007)
- Wake Up the Sleepers (2009)

### Samlingsalbum
- The Curse of Kill Hannah (2004)

### Dvd
- Welcome to Chicago (2005)
- Seize the days (2008)

### Singlar och EP (urval)
| År   | Låt                  | US Hot 100 | U.S. Modern Rock | U.S. Mainstream Rock | Album                            |
| ---- | -------------------- | ---------- | ---------------- | -------------------- | -------------------------------- |
| 2003 | "Kennedy"            | -          | -                | -                    | For Never and Ever               |
| 2006 | "Lips Like Morphine" | -          | 37               | -                    | Until There's Nothing Left of Us |